# 大川里菜
大川 里菜（おおかわ りな）は、日本の女性声優、歌手である。神奈川県出身。血液型はO型。主な愛称は「りっちゃん」。

## 人物
オーディオドラマから発展した声優アイドルユニット「Fairy-AID」のメンバーとして、ライブ活動やトークイベントを行ってきた女性声優である。
アイドルライブ「Angel Council」のMCと、関連するラジオ番組「Angel Broadcast」のパーソナリティを担当し、自身もAngel Councilのライブに出演していた。
2024年9月28日、舞台女優のみで結成されたセルフプロデュースのダンスボーカルユニット「舞台上のナノメートル」の新メンバーとして発表され、同年11月2日にお披露目となった。担当カラーはしゅわしゅわソーダブルー。
2025年1月、羽月みおとのYouTubeチャンネル「みゅんりつチャンネル」を開設した。
趣味は読書と謎解き、アイドルのオタクをすることである。謎解きについては、主に周遊型の謎解きが好きであり、謎解きがきっかけで行ったことがない街や場所に行ったりもしている。特技はトランペットと、ソフトクリームを巻くことであり、トランペットについては中高6年間やっていた。好きな食べ物は家系ラーメンとうにとコプチャン、嫌いな食べ物はグリーンピース、トマト、チョコレート、湯葉、シュウマイなどたくさんある。最近は料理にハマっており、得意料理はドライカレーである。

## 出演

### アニメ
- いわき市小名浜観光PRアニメ「人力戦艦!?汐風澤風」[8][9]（2017年、学校の生徒たち）
- 里山オフィス企業立地促進事業「これからのメモリー Uターン編」[10]（2017年、子供C）

### 吹き替え
- 映画「ブレンダンとケルズの秘密」[11]（2017年、少女（1））

### ピクチャードラマ
- 「虹色スクランブルが咲く街」ピクチャードラマ『あの街へ』[12]（2018年10月）- 西城クリスティーン羽瑠役

### ドラマCD
- 「OVERROCK BORDERLINE」ボイスドラマ『エピソード1 -始まりの境界線-』『エピソード2 -ホワイト・シアター-』『エピソード3 -桜の約束-』（2019年 - 2020年、タマコ[13][14][15]） - 3作品

### 雑誌
- 声優グランプリ　2018年10月号・12月号・2019年10月号掲載[16][17][18]（Fairy-AID）

### 番組
- 町田広和のレスキューフェアリー!エムエイド!![19]（2017年8月24日、11月23日、2018年1月25日、2月22日）- Fairy-AID
- ランチどきっ!（2018年5月28日）- Fairy-AID
- BSフジ「ギルドフレンズ～世界へ?本気です!～」[20][21][22][23]（2020年3月20日、4月17日、5月15日、6月19日）- Fairy-AID
- Angel Council presents “Angel Broadcast”[3]（2022年6月9日 -）

### MC
- Angel Council（2021年10月23日 - 2023年5月27日）

### 朗読劇
- 北村真理奈生誕イベント記念朗読劇「とらいあるでいず!」[24]（2019年9月24日）- 生地椎名役
- 企画団体クレアーレ「玉の梓の弓引かば」[25]（2020年2月7日 - 8日）- 犬塚信乃役

### 舞台
- 演劇ユニット リトルブレイバー vol.12「Lilliput Lily」（2023年8月24日 - 27日）- レイ役
- 演劇ユニット リトルブレイバー vol.19「この想ひ、晴らさでおくべきか！！」（2024年7月18日 - 21日）- スネ子役
- 劇団ココア第４０回記念公演「魔女エステリーゼの事件簿　溟海と卍編」（2025年3月18日 - 23日）- アシュリー役

### 撮影会
- 大川里菜 Photo Session Fan Meeting[26]（2020年9月27日）
- 大川里菜 Photo Session Fan Meeting vol.2[27]（2021年4月24日）
- meets撮影会vol.5（2023年12月23日）
- meets撮影会vol.6（2024年2月11日）

### イベント
2017年
- Wednesday Music Night in Tokyo City i Fairy-AIDデビュースペシャル（2017年8月9日）- Fairy-AID
- 天空八ヶ岳音楽フェス in 明野サンフラワーフェス（2017年8月11日）- Fairy-AID
- 第5回アニ玉祭（2017年10月22日）- Fairy-AID
- Wednesday Music Night X’mas Special Live in WHITE KITTE（2017年12月20日）- Fairy-AID

2018年
- 「桐生・足利　観光誘客大作戦！」（2018年1月6日）- Fairy-AID
- ～「うまかんべぇ～祭」プレイベント～ 「うまフェス2018」（2018年3月4日）- Fairy-AID
- 「モクラジ（仮）」公開収録　～THANKS AND LOVE～（2018年3月10日）- Fairy-AID
- Wednesday Music Night in Tokyo City i ～春のシティアイまつり～（2018年3月21日）- Fairy-AID
- 第7回うまかんべぇ～祭（2018年4月21日 - 4月22日）- Fairy-AID
- 桐生八木節まつりin浅草（2018年4月28日 - 4月29日）- Fairy-AID
- ラジオ番組「ランチどきっ!」番組観覧（2018年5月28日）- Fairy-AID
- 桐生観光協会の集い（2018年5月28日）- Fairy-AID
- 桐生八木節まつりin浅草（2018年7月7日 - 7月8日）- Fairy-AID
- 第55回桐生八木節まつり（2018年8月5日）- Fairy-AID
- 第32回 Wednesday Music Night in Tokyo City i（2018年8月29日）- Fairy-AID
- 「新生Fairy-AIDお披露目ライブ＆イベント」～小さなことからコツコツと、いつか虹色の夢に向かって～（2018年10月9日）- Fairy-AID
- ねこぱんち（2018年10月17日）- Fairy-AID
- Dream☆Flowers -Vol.12-（2018年12月13日）
- Fairy-AIDのX’mas Party!（2018年12月24日）- Fairy-AID

2019年
- ふるさと祭り東京2019　1月13日　ふるさとステージ　ミュージックステージ（2019年1月13日）- Fairy-AID
- KASUMIとFairy-AIDと愉快な仲間（2019年3月24日）- Fairy-AID
- Dream Voice vol.1 supported by 声優グランプリ（2019年4月30日）- Fairy-AID
- Dream Voice vol.2 supported by 声優グランプリ（2019年5月24日）- Fairy-AID
- Fairy-AID Reading Live vol.0 and Fan"Thanks"Meeting（2019年6月15日）- Fairy-AID
- Dream Voice vol.3 supported by 声優グランプリ（2019年6月28日）- Fairy-AID、Casta★nation
- 声優グランプリ presents “NEXT POWER SHOWCASE”（2019年7月21日）- Fairy-AID
- Dream Voice vol.4 supported by 声優グランプリ（2019年7月26日）- Fairy-AID
- アニソン・コスプレライブ 2019（2019年7月27日）- Fairy-AID
- Fairy-AID「虹色スクランブルが咲く街」2nd Anniversary brasserie（2019年8月10日）- Fairy-AID
- Dream Voice vol.5 supported by 声優グランプリ（2019年8月24日）- Fairy-AID
- 北村真理奈 生誕イベント～Trial Party!～（2019年9月24日）
- Dream Voice vol.9 supported by 声優グランプリ（2019年12月14日）
- Merry Platinight 2019（2019年12月24日）

2020年
- 早川くるみproduce vol.2 カラオケ新年会（2020年1月24日）
- 大川里菜のオンラインお茶会（2020年5月23日）
- Dream Voice Online supported by 声優グランプリ ＜10＞（2020年8月10日）
- 北村真理奈バースデー記念『Trial Party vol.2』（2020年9月20日）
- ハロウィーンパーティー“6 colors of imagination”（2020年10月31日）- Fairy-AID
- ショートカット部主催 アドレセンス東名阪ツアー《東京編》 星乃ちろる卒業式（2020年12月20日）- Fairy-AID
- Fairy-Festival part 1～X'mas Eve Special～（2020年12月24日）- Fairy-AID
- Dream Voice supported by 声優グランプリ（Alternative Special）（2020年12月25日）- Fairy-AID
- Fairy-AIDファンミーティング ～妖精たちのトークライブ～（2020年12月26日）- Fairy-AID

2021年
- 大川里菜 オンラインバースデーお話し会（2021年6月27日）
- Fairy-AID Music & Reading Live（2021年7月10日）- Fairy-AID
- Fairy-AID ファンミーティング（2021年10月17日）- Fairy-AID
- Cyber LIVE COLLECTION Vol.21（2021年12月12日）- Fairy-AID
- Fairy-AIDのクリスマス（2021年12月25日）- Fairy-AID
- 『超!A&G＋スペシャル』presents 超!クリスマスパーティーLIVE！DAY2（2021年12月26日）- Fairy-AID

2022年
- 早川くるみ Birthday Event ～くるみんの会～（2022年4月24日）
- Angel Council May 2022（2022年5月21日）
- 大川里菜・吉野瑞穂 合同バースデーライブ!（2022年6月26日）
- 『超！A&G＋スペシャル』presents GIRLS LIVE PAVILION #4（2022年7月10日）- Fairy-AID
- Angel Council August 2022（2022年8月27日）- シューケット（りなとくるみ）
- Angel Council October 2022（2022年10月23日）- シューケット（りなとくるみ）
- Streamer Jam TOKYO（2022年10月30日）
- Mermaid Fes Special（2022年11月6日）- 昼・夜の部:Fairy-AID
- 『超！A&G＋スペシャル』presents GIRLS LIVE PAVILION #6（2022年11月20日）- Fairy-AID
- Fairy-AIDのクリスマス 2022（2022年12月24日）- Fairy-AID

2023年
- Angel Council February 2023（2023年2月25日）
- Angel Council April 2023（2023年4月29日）
- Angel Council May 2023（2023年5月27日）
- ジューンブライドは歌ってほしい。（2023年6月18日）
- 大川里菜バースデーイベント（2023年7月2日）
- KASUMIバースデー記念トーク＆ライブ（2023年9月24日）

2024年
- 大川里菜 2024 New Year Convention（2024年1月26日）
- みゅん生誕直前ライブ！（2024年3月13日）
- KASUMI＆りっちゃん 史上最大のバーベキュー作戦！！（2024年4月27日）
- クラウドファンディング企画「大川里菜生誕祭」（2024年6月23日）
- エンキャス公開収録！～＜Angel Broadcast＞公開収録～（2024年9月6日 - 7日）
- ナノメ新体制お披露目スペシャル（2024年11月2日）- 舞台上のナノメートル
- K-stage O!Vol.6（2024年11月29日）- 舞台上のナノメートル
- Miercoles de IDOL NAVIDAD☆Xmas vol.2（2024年12月25日）- 舞台上のナノメートル
- ナノメ忘年会スペシャル（2024年12月26日）- 舞台上のナノメートル

2025年
- Fête de la Musique Mignon（2025年1月24日）- 舞台上のナノメートル
- IDOL大博覧会（2025年2月8日）- 舞台上のナノメートル
- ココアライブ vol.10（2025年3月30日）
- Kira Kira Fes（2025年4月4日）- 舞台上のナノメートル
- ICOLONY IDOL LIVE 84 // DAY1（2025年4月12日）- 舞台上のナノメートル
- お祭り神楽（2025年4月27日）- 舞台上のナノメートル
- 岸梨菜花生誕祭2025（2025年5月5日）- 舞台上のナノメートル
- 舞台上のすぺしゃるパーティ（2025年5月18日）- 舞台上のナノメートル
- KMC vol.1〜（2025年5月20日）- 舞台上のナノメートル

## ディスコグラフィ
| 発売日   | 商品名                                       | 歌                                                                            | 楽曲                                                      | 備考                                                                       |
| 2017年   | 2017年                                       | 2017年                                                                        | 2017年                                                    | 2017年                                                                     |
| -------- | -------------------------------------------- | ----------------------------------------------------------------------------- | --------------------------------------------------------- | -------------------------------------------------------------------------- |
| 8月9日   | ひまわりの咲くころに                         | Fairy-AID（大川里菜、春木宏水、鈴木杏奈、早川くるみ）                         | 「ひまわりの咲くころに」                                  |                                                                            |
| 8月9日   | ひまわりの咲くころに                         | Fairy-AID（大川里菜、春木宏水、鈴木杏奈、早川くるみ）                         | 「Best Friend」                                           |                                                                            |
| 11月1日  | Fairy-AID ～夢をつないで～                   | Fairy-AID（大川里菜、春木宏水、鈴木杏奈、早川くるみ、北村真理奈）             | 「Fairy-AID ～夢をつないで～」                            |                                                                            |
| 11月1日  | Fairy-AID ～夢をつないで～                   | Fairy-AID（大川里菜、春木宏水、鈴木杏奈、早川くるみ、北村真理奈）             | 「告白COLOR」                                             |                                                                            |
| 11月1日  | Fairy-AID ～夢をつないで～                   | Fairy-AID（大川里菜、春木宏水、鈴木杏奈、早川くるみ、北村真理奈）             | 「笑顔にボン・ボヤージュ!」                               |                                                                            |
| 2018年   |                                              |                                                                               |                                                           |                                                                            |
| 10月9日  | Fairy-AID イベント特別CD vol.1               | Fairy-AID（大川里菜、吉野瑞穂、早川くるみ、汐野杏奈、北村真理奈、星村彩乃）   | 「あの街へ」(short ver.)                                  | 「虹色スクランブルが咲く街」ピクチャードラマ『あの街へ』オープニングテーマ |
| 10月9日  | Fairy-AID イベント特別CD vol.1               | Fairy-AID（大川里菜、吉野瑞穂、早川くるみ、汐野杏奈、北村真理奈、星村彩乃）   | 「ひまわりの咲くころに」                                  |                                                                            |
| 10月9日  | Fairy-AID イベント特別CD vol.1               | Fairy-AID（大川里菜、吉野瑞穂、早川くるみ、汐野杏奈、北村真理奈、星村彩乃）   | 「Fairy-AID ～夢をつないで～」                            |                                                                            |
| 12月24日 | Fairy-AID イベント特別CD vol.2               | Fairy-AID（大川里菜、吉野瑞穂、早川くるみ、汐野杏奈、北村真理奈、星村彩乃）   | 「あの街へ」                                              | 「虹色スクランブルが咲く街」ピクチャードラマ『あの街へ』オープニングテーマ |
| 12月24日 | Fairy-AID イベント特別CD vol.2               | Fairy-AID（大川里菜、吉野瑞穂、早川くるみ、汐野杏奈、北村真理奈、星村彩乃）   | 「♡はご多忙中」                                           |                                                                            |
| 12月24日 | Fairy-AID イベント特別CD vol.2               | Fairy-AID（大川里菜、吉野瑞穂、早川くるみ、汐野杏奈、北村真理奈、星村彩乃）   | 「妖精たちのシンフォニー」                                |                                                                            |
| 12月24日 | Fairy-AID イベント特別CD vol.2               | Fairy-AID（大川里菜、吉野瑞穂、早川くるみ、汐野杏奈、北村真理奈、星村彩乃）   | 「Starting Over」                                         |                                                                            |
| 2019年   |                                              |                                                                               |                                                           |                                                                            |
| 9月25日  | 「虹色スクランブルが咲く街」Music File vol.1 | Fairy-AID（大川里菜、吉野瑞穂、早川くるみ、汐野杏奈、北村真理奈、星村彩乃）   | 「あの街へ ～Official Remaster Version～」                | 「虹色スクランブルが咲く街」ピクチャードラマ『あの街へ』オープニングテーマ |
| 9月25日  | 「虹色スクランブルが咲く街」Music File vol.1 | Fairy-AID（大川里菜、吉野瑞穂、早川くるみ、汐野杏奈、北村真理奈、星村彩乃）   | 「♡はご多忙中! ～Official Remaster Version～」            |                                                                            |
| 9月25日  | 「虹色スクランブルが咲く街」Music File vol.1 | Fairy-AID（大川里菜、吉野瑞穂、早川くるみ、汐野杏奈、北村真理奈、星村彩乃）   | 「ひまわりの咲くころに ～Official Remaster Version～」    |                                                                            |
| 11月29日 | 「虹色スクランブルが咲く街」Music File vol.2 | Fairy-AID（大川里菜、吉野瑞穂、早川くるみ、汐野杏奈、北村真理奈、星村彩乃）   | 「Fairy-AID～夢をつないで～ (Official Remaster Version)」 |                                                                            |
| 11月29日 | 「虹色スクランブルが咲く街」Music File vol.2 | Fairy-AID（大川里菜、吉野瑞穂、早川くるみ、汐野杏奈、北村真理奈、星村彩乃）   | 「ミルフィーユの休日」                                    |                                                                            |
| 11月29日 | 「虹色スクランブルが咲く街」Music File vol.2 | Fairy-AID（大川里菜、吉野瑞穂、早川くるみ、汐野杏奈、北村真理奈、星村彩乃）   | 「BEST FRIEND (Official Remaster Version)」               |                                                                            |
| 11月30日 | 「虹色スクランブルが咲く街」Music File vol.3 | Fairy-AID（大川里菜、吉野瑞穂、早川くるみ、汐野杏奈、北村真理奈、星村彩乃）   | 「Starting Over (Official Remaster Version)」             |                                                                            |
| 11月30日 | 「虹色スクランブルが咲く街」Music File vol.3 | Fairy-AID（大川里菜、吉野瑞穂、早川くるみ、汐野杏奈、北村真理奈、星村彩乃）   | 「告白COLOR (Official Remaster Version)」                 |                                                                            |
| 11月30日 | 「虹色スクランブルが咲く街」Music File vol.3 | Fairy-AID（大川里菜、吉野瑞穂、早川くるみ、汐野杏奈、北村真理奈、星村彩乃）   | 「妖精たちのシンフォニー (Official Remaster Version)」    |                                                                            |
| 12月7日  | 異世界女子高の非日常な日常」                 | 異世界女子高生徒たち＆先生たち                                                | 「異世界じぇねれーしょん」                                |                                                                            |
| 12月27日 | 「虹色スクランブルが咲く街」Music File vol.4 | Fairy-AID（大川里菜、吉野瑞穂、早川くるみ、汐野杏奈、北村真理奈、星村彩乃）   | 「青春の輝き」                                            |                                                                            |
| 2021年   |                                              |                                                                               |                                                           |                                                                            |
| 1月15日  | Fairy-AID CD Theater Vol.1 Nazuna            | Fairy-AID（大川里菜、吉野瑞穂、早川くるみ、汐野杏奈、北村真理奈、小鳥遊彩乃） | 「あの街へ」                                              | 「Fairy-AID CD Theater」オープニングテーマ                                 |
| 1月15日  | Fairy-AID CD Theater Vol.1 Nazuna            | Fairy-AID（大川里菜、吉野瑞穂、早川くるみ、汐野杏奈、北村真理奈、小鳥遊彩乃） | 「ミルキーウェイまで乗せてって」(Short ver.)              | 「Fairy-AID CD Theater」エンディングテーマ                                 |
| 7月16日  | Fairy-AID CD Theater Vol.2 Haru              | Fairy-AID（大川里菜、吉野瑞穂、早川くるみ、汐野杏奈）                         | 「あの街へ」(Short ver.)                                  | 「Fairy-AID CD Theater」オープニングテーマ                                 |
| 7月16日  | Fairy-AID CD Theater Vol.2 Haru              | Fairy-AID（大川里菜、吉野瑞穂、早川くるみ、汐野杏奈）                         | 「ミルキーウェイまで乗せてって」                          | 「Fairy-AID CD Theater」エンディングテーマ                                 |
| 7月16日  | Fairy-AID CD Theater Vol.2 Haru              | 大川里菜                                                                      | 「C'est ma faute～私のせいね」                            | 「Fairy-AID CD Theater Vol.2」キャラクターソング                           |
| 2022年   |                                              |                                                                               |                                                           |                                                                            |
| 1月7日   | Fairy-AID CD Theater Vol.3 Honoka            | Fairy-AID（大川里菜、吉野瑞穂、早川くるみ、汐野杏奈）                         | 「共鳴≒Moderato」                                         | 「Fairy-AID CD Theater」オープニングテーマ2                                |
| 1月7日   | Fairy-AID CD Theater Vol.3 Honoka            | Fairy-AID（大川里菜、吉野瑞穂、早川くるみ、汐野杏奈）                         | 「ミルキーウェイまで乗せてって」(Short ver.)              | 「Fairy-AID CD Theater」エンディングテーマ                                 |
| 3月18日  | Fairy-AID CD Theater Vol.4 Yukari            | Fairy-AID（大川里菜、吉野瑞穂、早川くるみ、汐野杏奈）                         | 「共鳴≒Moderato」(Short ver.)                             | 「Fairy-AID CD Theater」オープニングテーマ2                                |
| 3月18日  | Fairy-AID CD Theater Vol.4 Yukari            | Fairy-AID（大川里菜、吉野瑞穂、早川くるみ、汐野杏奈）                         | 「ミルキーウェイまで乗せてって」(Short ver.)              | 「Fairy-AID CD Theater」エンディングテーマ                                 |
| 8月26日  | Fairy-AID CD Theater Vol.5 Arisa             | Fairy-AID（大川里菜、吉野瑞穂、早川くるみ、汐野杏奈）                         | 「No time to waste～限られた時間」(Short ver.)            | 「Fairy-AID CD Theater」オープニングテーマ3                                |
| 8月26日  | Fairy-AID CD Theater Vol.5 Arisa             | Fairy-AID（大川里菜、吉野瑞穂、早川くるみ、汐野杏奈）                         | 「ミルキーウェイまで乗せてって」(Short ver.)              | 「Fairy-AID CD Theater」エンディングテーマ                                 |
| 11月25日 | Fairy-AID CD Theater Vol.6 Rui               | Fairy-AID（大川里菜、吉野瑞穂、早川くるみ、汐野杏奈）                         | 「No time to waste～限られた時間」                        | 「Fairy-AID CD Theater」オープニングテーマ3                                |
| 11月25日 | Fairy-AID CD Theater Vol.6 Rui               | Fairy-AID（大川里菜、吉野瑞穂、早川くるみ、汐野杏奈）                         | 「ミルキーウェイまで乗せてって」(Short ver.)              | 「Fairy-AID CD Theater」エンディングテーマ                                 |